# Моментум (Венгрия)
«Движение Моментум» (венг. Momentum Mozgalom) — венгерская оппозиционная центристская либеральная политическая партия. Является членом европейской партии Альянс либералов и демократов за Европу. Входит в группу Европейского парламента «Обновляя Европу». Как и лево-зелёная партия «Диалог за Венгрию», демонстративно поддерживает Украину.
«Движение Моментум» провело успешную кампанию по сбору подписей против участия Будапешта в выборах на право проведения летних Олимпийских игр 2024 года. Движение собрало 260 тыс. подписей, что превысило минимальный порог для организации референдума. После этого в конце февраля 2017 года власти отозвали заявку. Партия создана в марте 2017 года.
Партия приняла участие в парламентских выборах 8 апреля 2018 года. Партия получила при голосовании по партийным спискам в едином общенациональном избирательном округе 175 229 голосов (3,06%) и не преодолела пятипроцентный заградительный барьер. Также партия не получила ни одного мандата в Государственном собрании при голосовании по одномандатным избирательным округам.
По результатам выборов в Европейский парламент 2019 года партия получила два мандата. Депутатами Европейского парламента стали Каталин Чех и Анна Донат.
Основатель и лидер движения Андраш Фекете-Дьёр ушёл в отставку в октябре 2021 года, после того как в первом туре предварительных выборов, организованных оппозицией для выдвижения единого кандидата на должность премьера на парламентских выборах 2022 года, получил 3,4% голосов, инициировал вотум доверия и не получил его. Временно  исполняющей обязанности президента стала вице-президент Анна Орос. 21 ноября 2021 года на партийном съезде Анна Донат избрана президентом Движения Моментум. Свои кандидатуры на съезде выдвинули Анна Орос, Анна Донат и Габор Холлаи, депутат совета района Будапешт XVI. Анна Донат получила 57% голосов, Анна Орос — 29%, Габор Холлаи — 14%.
Участвовала в парламентских выборах 3 апреля 2022 года в составе альянса шести оппозиционных партий «Объединённые за Венгрию» (Egységben Magyarországért): Демократическая коалиция—Йоббик—LMP — Зелёная партия Венгрии—Венгерская социалистическая партия—Движение Моментум—Диалог за Венгрию. Анна Орос в одномандатном избирательном округе Будапешт 2 (административный округ Уйбуда или Будапешт XI) получила 27 881 голосов (51,94%).
9 мая 2022 года Анна Донат объявила, что ждёт ребенка и поэтому не будет баллотироваться на переизбрание президентом партии. 29 мая новым президентом избран Ференц Геленчер, заместитель мэра I района Будапешта и заместитель лидера парламентской фракции. Его соперниками были Габор Керпель-Фрониус, заместитель мэра Будапешта и Миклош Хайнал.
На выборах в Европейский парламент 9 июня 2024 года партия потеряла оба мандата.